# Susan Nathan
Susan Nathan född 1940 är en israelisk författare med rötterna i England.
Susan Nathan skriver ibland krönikor angående Israel i Aftonbladet.
Vid femtio års ålder bestämde sig Susan Nathan för att utnyttja sin rätt som jude att bosätta sig i Israel. Hon förstod snart att en femtedel av landets befolkning är araber och att de diskrimineras. Hon flyttade då till en arabisk stad, Tamra, för att genom sitt eget exempel visa att judar och araber kan leva sida vid sida. Där upptäckte hon ett annat Israel där hela utbildningssystemet är anpassat efter judisk historieskrivning, där man tvingas betala skyhöga böter för att man uppfört bostäder på sin egen mark samtidigt som man lever under ständiga rivningshot. Hon berättar om detta liv i boken Ett annat Israel (Ordfront 2006, engelsk titel The Other Side of Israel).